# Новосёлка (Гримайловская поселковая община)
Новосёлка (укр. Новосілка) — село в Гримайловской поселковой общине Чортковского района Тернопольской области Украины.
До 2020 года входило в Гусятинский район.
Код КОАТУУ — 6121684203. Население по переписи 2001 года составляло 302 человека.

## Географическое положение
Село Новосёлка находится на левом берегу реки Гнилая,
выше по течению на расстоянии в 1,5 км расположено село Толстое,
ниже по течению примыкает село Малые Борки.
Рядом проходит автомобильная дорога Т-2002.

## История
- 1564 год — дата основания.
- В 1960 году переименовано в село Заречье.
- В 1990 году село возвращено историческое название.